# 北蝗莺
北蝗莺（学名：Helopsaltes ochotensis），舊稱花尾鴓或花尾𪂺，为蝗鶯科小蝗莺属的鸟类，其种加词“ochotensis”意为“鄂霍次克的”。繁殖於西伯利亞東部至日本北部、堪察加半島和千島群島北部。冬季時遷徙至菲律賓、婆羅洲和蘇拉威西，少數個體分布於中國、香港、南韓、馬來西亞、台灣以及美國。该物种的模式产地在西伯利亚。
其名稱是為紀念德裔俄國自然學家亞歷山大·馮·米登多夫（1815–1894），他曾在西伯利亞進行廣泛的旅行。

## 描述
北蝗鶯體長約15.5 cm（6.1英寸）。頭頂、頸背、眼先及眼紋呈灰褐色，背部較偏棕色並帶有橄欖色調，眉紋為淡奶油色，延伸至耳羽。臀部及尾上覆羽則呈黃褐色或紅褐色。其漸層狀的白色尾端讓尾巴看起來較為圓潤。牠的鳴聲是高音調、間隔分明的chit, chit，接著是顫音trrrrrrrr-schoy-schoy-schoy的叫聲；tluk, tluk,...；牠也會進行短暫的鳴唱飛行。其棲地為靠近水域的森林及灌木林。

## 亚种
- 北蝗莺指名亚种（学名：Helopsaltes ochotensis ochotensis）。在中国大陆，分布于辽宁、山东、江苏、福建、广东等地。该物种的模式产地在西伯利亚。[5]
- 

## 外部連結
- 【北蝗鶯】 - 史都華的野鳥攝影日誌（页面存档备份，存于）